# Parque nacional Virachey
El Parque nacional Virachey (อุทยานแห่งชาติวีรชัย) es un parque nacional del noreste de Camboya. Fue creado bajo un Real Decreto relativo a la creación y designación de zonas protegidas promulgado el 1 de noviembre de 1993 bajo la administración del Ministerio de Medio Ambiente de Camboya.
El parque es uno de los solamente dos espacios naturales camboyanos de la Asociación de Naciones del Sureste Asiático y aparece como una de las principales áreas de protección de Asia Occidental. Su espacio coincide con las provincias de Ratanak Kirí y Stung Treng del noroeste del país ocupando un área de 3.325 km².
Aunque el parque se encuentra bajo protección internacional por su flora y su fauna éste se encuentra bajo serie peligro a causa de las talas ilegales en la región. En 2007 se le entregó a una veintena de empresas más de la mitad del espacio del parque para la exploración de sus minerales.